# Échassières
Échassières é uma comuna francesa na região administrativa de Auvérnia-Ródano-Alpes, no departamento Allier. Estende-se por uma área de 23,27 km². Em 2010 a comuna tinha 387 habitantes (densidade: 16,6 hab./km²).